# 寶源局

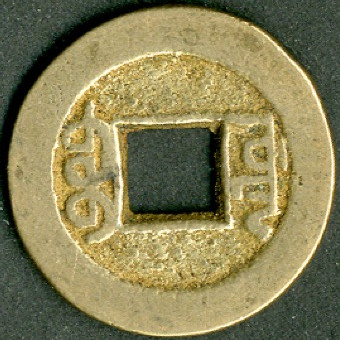
工部宝源局所铸乾隆通宝铜钱的背面，背面是满文（宝源）

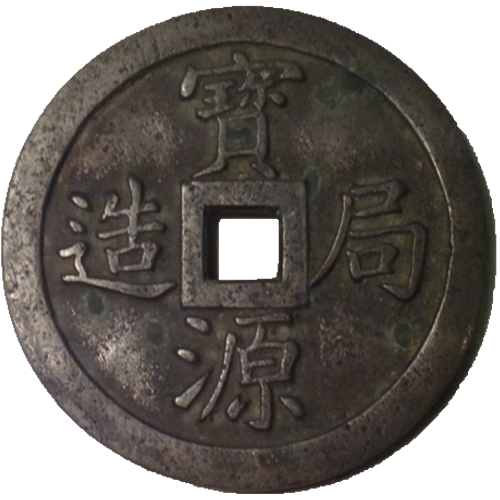
“宝源局造”镇库钱，拍摄于中国钱币博物馆

寶源局，是中国明朝、清朝工部下属的负责钱币铸造的机构。

## 简介
明朝建立之前，龙凤七年（1361年）朱元璋置宝源局于应天府，铸“大中通宝”钱。明朝洪武元年（1368年），各行省皆设置宝泉局，与宝源局同铸“洪武通宝”钱，并且严禁私铸。
明朝永乐帝迁都北京以后，在北京顺天府又设宝源局，和位于南京应天府的宝源局并称“南北二局”，均隶属工部。各行省的宝泉局隶属承宣布政使司右布政使，因为币制混乱，所以各行省的宝泉局时开时闭。明朝天启二年（1622年），增设北京户部宝泉局，主官称大使。
清朝沿袭明朝旧制，于顺治元年（1644年）置户部宝泉局、工部宝源局，均铸造“顺治通宝”钱。清朝还规定，户部宝泉局铸钱充作军饷，工部宝源局铸钱备工程之需。户部宝泉局、工部宝源局的长官分别由各该部汉右侍郎兼充，所以又置监督，专门掌管全局的事务，是仅次于侍郎的主官，由汉、满各一员充任。各省宝泉局也隶属户部。清朝沿用了明朝宝源局、宝泉局铸币的规制，并且各设东作厂、西作厂、南作厂、北作厂（相当于如今的造币厂）。清朝北京的宝源局设在东单石大人胡同（今外交部街）。
清朝光绪三十一年（1905年），废宝源局；宣统二年（1910年）废宝泉局。